# Nakhon Phanom
Nakhon Phanom, (thai:  นครพนม) är en provins (changwat) i nordöstra Thailand. Provinsen hade 684 444 invånare, år 2000, på en areal av 5 512,7 km². Provinshuvudstaden är Nakhon Phanom town.

## Administrativ indelning
Provinsen är indelad i 12 distrikt (amphoe). Distrikten är i sin tur indelade i 97 subdistrikt (tambon) och 1040 byar (muban). 